# ホウオウアマゾン
ホウオウアマゾン（欧字名:Ho O Amazon、2018年2月12日 - ）は、日本の競走馬。2021年のアーリントンカップの勝ち馬である。
馬名の意味は、冠名＋アマゾン。

## 経歴
2018年のセレクトセール当歳セッションにて、小笹芳央に1億4000万円（税別）で落札された。

### 2歳（2020年）
6月14日、阪神競馬場での2歳新馬戦でデビューし、2着。2戦目で初勝利を挙げ、秋に入って9月19日の野路菊ステークスでは好スタートから先手を奪うとそのまま逃げ切り勝ちを収め、2連勝となった。続くデイリー杯2歳ステークスではレッドベルオーブの2着、朝日杯フューチュリティステークスではグレナディアガーズの9着に終わった。

### 3歳（2021年）
この年はアーリントンカップから始動し、レースでは直線で先頭に立つと最後は追い込んできたリッケンバッカーの追撃を振り切り重賞初制覇を果たすとともに、NHKマイルカップへの優先出走権を獲得。また管理する矢作芳人にとっても、この勝利がJRA通算700勝となる節目の勝利となった。5月9日のNHKマイルカップは9着であった。夏は休養に充てスワンステークスで復帰、古馬との初対戦となったが、スタートから先手を取るとダノンファンタジー、サウンドキアラには交わされたが3着に粘った。続くマイルチャンピオンシップでも逃げを打ったが後続に捕まり5着に敗れた。次走、阪神カップは直線でいったん先頭に立ったもののグレナディアガーズに交わされ2着に敗れた。

### 4歳（2022年）
4歳初戦となった東京新聞杯は12着と惨敗、続くマイラーズカップは1番人気に推され、積極的に2番手を進んだが、ゴール前で外からソウルラッシュに差され2着に惜敗した。その後は安田記念に出走したが12着に終わった。
夏は休養に充て、6か月ぶりとなったスワンステークスは10着、さらにマイルチャンオンシップは15着と2戦連続二桁着順に終わった。

### 5歳（2023年）
5歳初戦、初めてのダート挑戦となった根岸ステークスは12着と惨敗。国分優作と初コンビとなった阪急杯は好位から競馬を進め、3着と久々に馬券圏内に入った。その後、オーストラリアに遠征し4月15日のオールエイジドステークスに出走。道中は後方で脚を溜めるも直線で伸びを欠き7着に終わる。帰国後、7月の中京記念は14着、12月の阪神カップでは17着と共に二桁着順に沈んだ。

### 6歳（2024年）
年始の中山金杯では前年の阪急杯以来となる掲示板を確保したが、2月18日の小倉大賞典ではスタート直後につまずいて鞍上の佐々木大輔が落馬し競走中止となった。その後は2桁着順が続き、最後の出走となった札幌記念から2ヶ月後の10月16日付で競走馬登録を抹消された。引退後は宮崎県で種牡馬となることが発表され、当初繋養先は未定であったが、吉野新作牧場で繋養されることとなった。

## 競走成績
以下の内容は、JBISサーチ、netkeiba.com、Racing.comおよびRacing Postの情報に基づく。
| 競走日     | 競馬場         | 競走名          | 格   | 距離（馬場）   | 頭 数 | 枠 番 | 馬 番 | オッズ （人気） | 着順 | タイム （上り3F） | 着差         | 騎手        | 斤量 [kg] | 1着馬（2着馬）         | 馬体重 [kg] |
| ---------- | -------------- | --------------- | ---- | -------------- | ----- | ----- | ----- | --------------- | ---- | ----------------- | ------------ | ----------- | --------- | ---------------------- | ----------- |
| 2020.06.14 | 阪神           | 2歳新馬         |      | 芝1600m（稍）  | 11    | 3     | 3     | 004.20（2人）   | 02着 | R1:37.8（35.9）   | -0.7         | 0川須栄彦   | 54        | フラーズダルム         | 494         |
| 0000.07.04 | 阪神           | 2歳未勝利       |      | 芝1600m（重）  | 12    | 1     | 1     | 003.90（2人）   | 01着 | R1:36.1（35.7）   | -0.2         | 0川田将雅   | 54        | （スーパーホープ）     | 490         |
| 0000.09.19 | 阪神           | 野路菊S         | OP   | 芝1600m（良）  | 5     | 1     | 1     | 008.80（4人）   | 01着 | R1:35.4（34.1）   | -0.3         | 0松山弘平   | 54        | （ダディーズビビッド） | 486         |
| 0000.11.14 | 阪神           | デイリー杯2歳S  | GII  | 芝1600m（良）  | 8     | 1     | 1     | 004.50（2人）   | 02着 | R1:32.4（34.2）   | -0.0         | 0松山弘平   | 55        | レッドベルオーブ       | 498         |
| 0000.12.20 | 阪神           | 朝日杯FS        | GI   | 芝1600m（良）  | 16    | 7     | 13    | 006.50（3人）   | 09着 | R1:33.0（34.7）   | -0.7         | 0松山弘平   | 55        | グレナディアガーズ     | 500         |
| 2021.04.17 | 阪神           | アーリントンC   | GIII | 芝1600m（重）  | 18    | 5     | 9     | 003.40（1人）   | 01着 | R1:34.2（34.8）   | -0.2         | 0川田将雅   | 56        | （リッケンバッカー）   | 496         |
| 0000.05.09 | 東京           | NHKマイルC      | GI   | 芝1600m（良）  | 18    | 7     | 13    | 011.50（4人）   | 09着 | R1:32.6（35.6）   | -1.0         | 0武豊       | 57        | シュネルマイスター     | 486         |
| 0000.10.30 | 阪神           | スワンS         | GII  | 芝1400m（良）  | 18    | 3     | 6     | 006.70（3人）   | 03着 | R1:20.9（35.3）   | -0.2         | 0坂井瑠星   | 54        | ダノンファンタジー     | 508         |
| 0000.11.21 | 阪神           | マイルCS        | GI   | 芝1600m（良）  | 16    | 1     | 1     | 031.50（7人）   | 05着 | R1:33.0（33.7）   | -0.4         | 0坂井瑠星   | 56        | グランアレグリア       | 510         |
| 0000.12.25 | 阪神           | 阪神C           | GII  | 芝1400m（良）  | 18    | 2     | 3     | 006.50（4人）   | 02着 | R1:20.6（34.6）   | -0.3         | 0坂井瑠星   | 56        | グレナディアガーズ     | 512         |
| 2022.02.06 | 東京           | 東京新聞杯      | GIII | 芝1600m（良）  | 15    | 7     | 13    | 004.90（3人）   | 12着 | R1:33.8（35.3）   | -1.5         | 0坂井瑠星   | 57        | イルーシヴパンサー     | 510         |
| 0000.04.24 | 阪神           | マイラーズC     | GII  | 芝1600m（稍）  | 15    | 4     | 7     | 005.00（1人）   | 02着 | R1:33.4（35.3）   | -0.1         | 0坂井瑠星   | 56        | ソウルラッシュ         | 508         |
| 0000.06.05 | 東京           | 安田記念        | GI   | 芝1600m（良）  | 18    | 3     | 5     | 060.1（15人）   | 12着 | R1:32.8（34.1）   | -0.5         | 0坂井瑠星   | 58        | ソングライン           | 512         |
| 0000.10.29 | 阪神           | スワンS         | GII  | 芝1400m（良）  | 18    | 1     | 1     | 004.50（1人）   | 10着 | R1:20.7（35.3）   | -0.9         | 0C.デムーロ | 56        | ダイアトニック         | 520         |
| 0000.11.20 | 阪神           | マイルCS        | GI   | 芝1600m（良）  | 17    | 6     | 12    | 084.1（14人）   | 15着 | R1:33.7（34.9）   | -1.2         | 0坂井瑠星   | 57        | セリフォス             | 520         |
| 2023.01.29 | 東京           | 根岸S           | GIII | ダ1400m（良）  | 16    | 2     | 3     | 032.50（8人）   | 12着 | R1:24.1（36.9）   | -1.6         | 0坂井瑠星   | 57        | レモンポップ           | 518         |
| 0000.02.26 | 阪神           | 阪急杯          | GIII | 芝1400m（良）  | 15    | 8     | 15    | 024.40（6人）   | 03着 | R1:19.9（34.3）   | -0.4         | 0国分優作   | 57        | アグリ                 | 514         |
| 0000.04.15 | ランドウィック | オールエイジドS | G1   | 芝1400m（St7） | 11    | 7     | 7     | 010.00（5人）   | 07着 | R                 | （6.64馬身） | 0坂井瑠星   | 59        | Giga Kick              | 計不        |
| 0000.07.23 | 中京           | 中京記念        | GIII | 芝1600m（良）  | 16    | 5     | 9     | 019.50（9人）   | 14着 | R1:34.2（36.2）   | -1.2         | 0坂井瑠星   | 58        | セルバーグ             | 512         |
| 0000.12.23 | 阪神           | 阪神C           | GII  | 芝1400m（良）  | 17    | 6     | 11    | 116.3（14人）   | 17着 | R1:20.5（35.5）   | -1.2         | 0坂井瑠星   | 58        | ウインマーベル         | 516         |
| 2024.01.06 | 中山           | 中山金杯        | GIII | 芝2000m（良）  | 17    | 6     | 12    | 113.8（14人）   | 05着 | R1:59.3（35.1）   | -0.4         | 0横山武史   | 58        | リカンカブール         | 512         |
| 0000.02.18 | 小倉           | 小倉大賞典      | GIII | 芝1800m（良）  | 15    | 8     | 15    | 016.40（8人）   |      | 競走中止          |              | 0佐々木大輔 | 58        | エピファニー           | 510         |
| 0000.05.05 | 新潟           | 新潟大賞典      | GIII | 芝2000m（良）  | 16    | 1     | 2     | 097.0（14人）   | 16着 | R2:02.0（35.4）   | -1.9         | 0佐々木大輔 | 58        | ヤマニンサルバム       | 514         |
| 0000.06.01 | 京都           | 鳴尾記念        | GIII | 芝2000m（良）  | 13    | 7     | 12    | 084.6（10人）   | 11着 | R1:58.6（35.1）   | -1.4         | 0坂井瑠星   | 57        | ヨーホーレイク         | 518         |
| 0000.08.04 | 札幌           | エルムS         | GIII | ダ1700m（稍）  | 14    | 5     | 7     | 086.2（13人）   | 13着 | R1:46.1（37.5）   | -2.1         | 0菱田裕二   | 57        | ペイシャエス           | 524         |
| 0000.08.18 | 札幌           | 札幌記念        | GII  | 芝2000m（良）  | 12    | 6     | 7     | 287.2（11人）   | 11着 | R2:01.8（37.0）   | -2.2         | 0菱田裕二   | 58        | ノースブリッジ         | 524         |

- 海外の競走の「枠番」欄にはゲート番を記載
- 海外のオッズ・人気は現地主催者発表のもの（日本式のオッズ表記とした）

## 血統表
| ホウオウアマゾンの血統          | ホウオウアマゾンの血統                  | ホウオウアマゾンの血統                  | （血統表の出典）                        | （血統表の出典）  |
| 父系                            | キングマンボ系/ミスタープロスペクター系 | キングマンボ系/ミスタープロスペクター系 | キングマンボ系/ミスタープロスペクター系 | [ § 2 ]           |
| 父 キングカメハメハ 2001 鹿毛   | 父の父Kingmambo 1990 鹿毛               | Mr. Prospector                          | Raise a Native                          | Raise a Native    |
| 父 キングカメハメハ 2001 鹿毛   | 父の父Kingmambo 1990 鹿毛               | Mr. Prospector                          | Gold Digger                             |                   |
| 父 キングカメハメハ 2001 鹿毛   | 父の父Kingmambo 1990 鹿毛               | Miesque                                 | Nureyev                                 | Nureyev           |
| 父 キングカメハメハ 2001 鹿毛   | 父の父Kingmambo 1990 鹿毛               | Miesque                                 | Pasadoble                               |                   |
| 父 キングカメハメハ 2001 鹿毛   | 父の母*マンファス 1991 黒鹿毛           | *ラストタイクーン                       | *トライマイベスト                       | *トライマイベスト |
| 父 キングカメハメハ 2001 鹿毛   | 父の母*マンファス 1991 黒鹿毛           | *ラストタイクーン                       | Mill Princess                           |                   |
| 父 キングカメハメハ 2001 鹿毛   | 父の母*マンファス 1991 黒鹿毛           | Pilot Bird                              | Blakeney                                | Blakeney          |
| 父 キングカメハメハ 2001 鹿毛   | 父の母*マンファス 1991 黒鹿毛           | Pilot Bird                              | The Dancer                              |                   |
| 母 ヒカルアマランサス 2006 栗毛 | 母の父アグネスタキオン 1998 栗毛        | *サンデーサイレンス                     | Halo                                    | Halo              |
| 母 ヒカルアマランサス 2006 栗毛 | 母の父アグネスタキオン 1998 栗毛        | *サンデーサイレンス                     | Wishing Well                            |                   |
| 母 ヒカルアマランサス 2006 栗毛 | 母の父アグネスタキオン 1998 栗毛        | アグネスフローラ                        | *ロイヤルスキー                         | *ロイヤルスキー   |
| 母 ヒカルアマランサス 2006 栗毛 | 母の父アグネスタキオン 1998 栗毛        | アグネスフローラ                        | アグネスレディー                        |                   |
| 母 ヒカルアマランサス 2006 栗毛 | 母の母*スターミー 1992 鹿毛             | A.P. Indy                               | Seattle Slew                            | Seattle Slew      |
| 母 ヒカルアマランサス 2006 栗毛 | 母の母*スターミー 1992 鹿毛             | A.P. Indy                               | Weekend Surprise                        |                   |
| 母 ヒカルアマランサス 2006 栗毛 | 母の母*スターミー 1992 鹿毛             | Caerlina                                | Caerleon                                | Caerleon          |
| 母 ヒカルアマランサス 2006 栗毛 | 母の母*スターミー 1992 鹿毛             | Caerlina                                | Dinalina                                |                   |
| 母系(F-No.)                     | スターミー(USA)系(FN:16-ｄ)             | スターミー(USA)系(FN:16-ｄ)             | スターミー(USA)系(FN:16-ｄ)             | [ § 3 ]           |
| 5代内の近親交配                 | Northern Dancer 5･5（父内）             | Northern Dancer 5･5（父内）             | Northern Dancer 5･5（父内）             | [ § 4 ]           |
| 出典                            | 1. 2. 3. 4.                             | 1. 2. 3. 4.                             | 1. 2. 3. 4.                             | 1. 2. 3. 4.       |

- 母ヒカルアマランサスは2010年京都牝馬ステークス勝ち馬。
- 叔父にカレンミロティック（金鯱賞）[20]。